# 蓋斯洛爾格拉本河
49°08′54″N 10°46′15″E / 49.14833°N 10.77074°E
蓋斯洛爾格拉本河是德國的河流，位於該國東南部，由巴伐利亞負責管轄，屬於勞本策德爾米爾巴赫河的左支流，河道全長1公里，最終注入施納肯魏爾湖。